# Nấc thang cuộc đời
Nấc thang cuộc đời là một bộ phim truyền hình Hồng Kông do đài TVB sản xuất với sự tham gia của Trần Hào, Giang Hoa, Hướng Hải Lam, Lê Tư, và Ngô Mĩ Hành

## Diễn viên
- Trần Hào
- Giang Hoa
- Hướng Hải Lam
- Lê Tư
- Ngô Mỹ Hành
- Trịnh Tử Thành vai Chồng của Hồ Trác